# Kowsar (Verwaltungsbezirk)
Kowsar (persisch شهرستان کوثر) ist ein Schahrestan in der Provinz Ardabil im Iran. Er enthält die Stadt Kowsar, welche die Hauptstadt des Verwaltungsbezirks ist. Der Bezirk wird mehrheitlich von Aseris bewohnt. 

## Demografie
Bei der Volkszählung 2016 betrug die Einwohnerzahl des Schahrestan 22.127. Die Alphabetisierung lag bei 81 Prozent der Bevölkerung. Knapp 65 Prozent der Bevölkerung lebten in urbanen Regionen.
| Zensusjahr | Einwohnerzahl |
| ---------- | ------------- |
| 2011       | 26.198        |
| 2016       | 22.127        |